# Attilio Bignasca
Attilio Francesco Bignasca, né le 1er novembre 1943 à Viganello et mort le 29 mars 2020 à Lugano, est une personnalité politique suisse membre de la Ligue des Tessinois.

## Biographie
Attilio Bignasca est élu au Conseil national comme représentant du canton du Tessin depuis 2003. Il quitte le conseil national le 31 décembre 2009. Norman Gobbi le remplace le 1er mars 2010.
Attilio Bignasca est le frère de Giuliano Bignasca.